# Barbara Jones (cantora)
Barbara Nation, conhecida como Barbara Jones (c. 1952 - 19 de dezembro de 2014) foi uma cantora jamaicana de reggae e música gospel.

## Carreira
Nascida em Kingston e criada em Manchester, começou sua carreira em 1971 com o single "Sad Movies". Ela teve seu momento de maior sucesso em janeiro de 1981, com a música "Just When I Needed You Most", que alcançou o 31º lugar na Parada de Singles do Reino Unido.
Apresentou-se como cantora de apoio de Jimmy Cliff nos anos 70 e 80. Em 1991, tornou-se cristã devota e abandonou a música secular para se dedicar à música gospel. No Brasil, ficou conhecida nas cidades de São Luís e Belém por músicas como "Midnight Blue", "Slim Boy", "Why Bird Fly" e "Doggie In The Window".
Em fevereiro de 2014, foi diagnosticada com leucemia. Meses depois, ela esteve no Brasil, apresentando-se em Belém e Teresina junto a Lloyd Parks. Seu estado de saúde piorou em setembro do mesmo ano, quando ela estava fazendo shows em Londres. Barbara faleceu em 19 de dezembro de 2014, no Hospital Universitário das Índias Ocidentais, em Kingston, vítima de uma pneumonia adquirida durante o tratamento com quimioterapia. Ela tinha 62 anos e deixou marido, três filhos e três netos.

## Discografia[7]

### Álbuns
- Don't Stop Loving Me (1979), GG's
- My Love: Just When I Needed You Most (1981), Rhino
- Will It Last Forever (1981), Hit
- Sings Hit Songs In Reggae Style (1983), Revue
- You're Always On My Mind (1984), Dynamic
- Need to Belong (1985), EAD
- 10 Million Sellers In Reggae (1985), Top Rank
- Forever (1990), Blue Mountain
- Jesus Is Calling (2000), VP
- Blue Side Of Lonesome (2007), Zone Etertainment

### Compilações
- Best Of Barbara Jones (1976), Trojan
- For Your Ears Only (1994), Jamaican Gold